# Chaetocarpus parvifolius
Chaetocarpus parvifolius là một loài thực vật có hoa trong họ Peraceae. Loài này được Borhidi mô tả khoa học đầu tiên năm 1983.